# Victor Sumulong
Victor R. Sumulong (Antipolo, 19 mei 1946 - Makati City, 6 januari 2009) was een Filipijns politicus. Sumulong van 2007 tot zijn dood de burgemeester van Antipolo. Daarvoor was hij drie termijnen lid van het Filipijns Huis van Afgevaardigden.
Victor Simulong was de zoon van senator Lorenzo Sumulong en de kleinzoon van senator Juan Sumulong. Hij was bovendien een neef van voormalig president van de Filipijnen Corazon Aquino.

## Opleiding
Simulong studeerde van 1965 tot 1968 politieke wetenschappen aan de Ateneo de Manila. Daarna vervolgde hij zijn opleiding aan de University of the Philippines. In 1973 behaalde hij er zijn Bachelor-diploma Rechten, zes jaar later zijn Master. In zijn studententijd werd Sumulong zowel aan de Ateneo de Manila als aan de University of the Philippines gekozen in de studentenraad.

## Carrière
Simulong was van 1974 tot 1978 partner van een commercieel advocatenkantoor Simulong Law Office. Van 1975 tot 1985, ten tijde van het bewind van Ferdinand Marcos, was hij werkzaam als assistent voor de minister ban Binnenlandse Zaken en Lokaal Bestuur. Ook was hij actief als zakenman en directeur in diverse sectoren en bedrijven. Van 1987 tot 1989 was hij televisiepresentator en producer van Isip Pinoy: RPN 9 Telemagasine Program. In 1992 werd Sumulong benoemd tot onderminister van Binnenlandse Zaken en Lokaal Bestuur in de regering van president Fidel Ramos. Deze functie zou hij tot 1996 bekleden.
Zijn politieke carrière begon toen hij bij de verkiezingen van 1998 gekozen werd als lid van het Filipijns Huis van Afgevaardigden namens het kiesdistrict van Antipolo. Drie jaar later bij de verkiezingen van 2001 werd hij herkozen. Bij de verkiezingen van 2004 had Antipolo twee kiesdistricten en werd hij gekozen als eerste afgevaardigde namens het 2e kiesdistrict.
Na zijn derde termijn als afgevaardigde won hij in 2007 de verkiezingen voor het burgemeesterschap van Antipolo. Op 6 januari 2009, anderhalf jaar voor het einde van zijn termijn overleed Simulong echter aan de gevolgen van het falen van diverse organen als gevolg van diabetes.